# M/S Carl Michael Bellman
Ej att förväxla med M/Y C M Bellman, S/S C M Bellman och M/S Bellman
M/S Carl Michael Bellman är ett svenskt passagerarfartyg, som byggdes 1988 av Boghammar Marin i Lidingö för AB August Lindholm Eftr i Stockholm. Hon sattes först in på traden Stockholms stadshus–Drottningholm och från 1991 i Göteborg, där hon trafikerade rutterna Lilla Bommen–Nya Älvsborgs fästning och Hisingen runt för Börjessons Restaurang & Utflyktsbåtar AB ("Göteborg Sightseeing"). 
Hon köptes 1995 av Bore Lines AB, som 1999 bytte namn till Strömma Turism & Sjöfart AB. Hon har fortsatt som turistfartyg med Göteborg som hemmahamn.